# Le Monastère
Le Monastère (okzitanisch: Lo Monestire) ist eine französische Gemeinde mit 2301 Einwohnern (Stand: 1. Januar 2022) im Département Aveyron und in der Region Okzitanien. Sie gehört zum Arrondissement Rodez und zum Kanton Rodez-2. Die Einwohner werden Monastériens genannt.

## Geografie
La Monastère ist eine banlieue im Süden von Rodez am Fluss Aveyron, in den hier der Fluss Briane. Umgeben wird La Monastère von den Nachbargemeinden Rodez im Norden, Sainte-Radegonde im Osten, Flavin im Süden sowie Olemps im Westen.

## Bevölkerungsentwicklung
| Jahr                       | 1962 | 1968 | 1975 | 1982 | 1990 | 1999 | 2006 | 2012 | 2019 |
| -------------------------- | ---- | ---- | ---- | ---- | ---- | ---- | ---- | ---- | ---- |
| Einwohner                  | 909  | 937  | 1201 | 1256 | 1579 | 1809 | 2060 | 2104 | 2284 |
| Quellen: Cassini und INSEE |      |      |      |      |      |      |      |      |      |

## Sehenswürdigkeiten

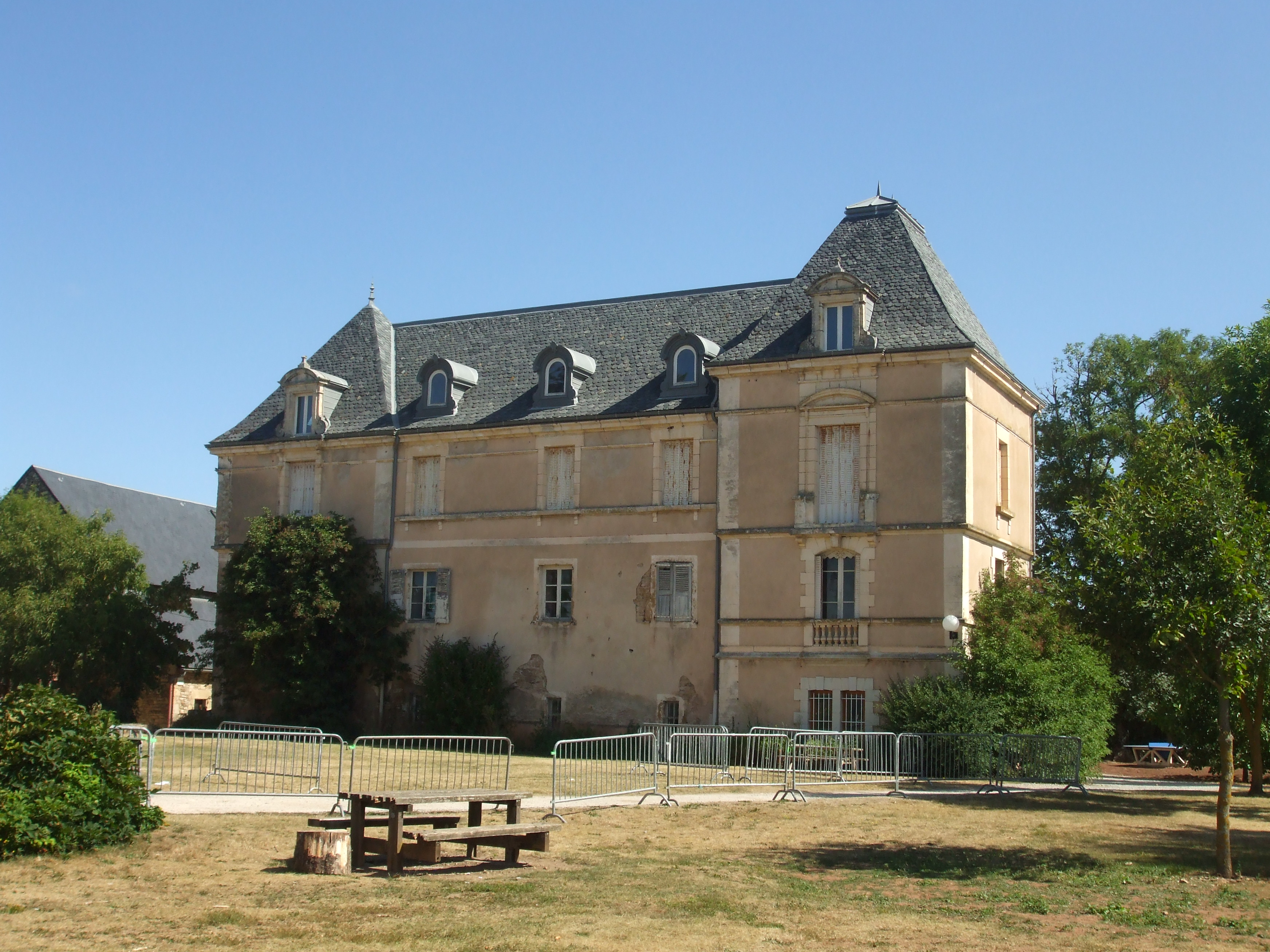
Schloss Combelles

- Schloss Combelles